# Chris Renaud (nadador)
Christopher Renaud –conocido como Chris Renaud– (Fredericton, 29 de agosto de 1976) es un deportista canadiense que compitió en natación.
Ganó una medalla de plata en el Campeonato Mundial de Natación en Piscina Corta de 1995, en la prueba de 200 m espalda. Participó en dos Juegos Olímpicos de Verano, en los años 1996 y 2000, ocupando el sexto lugar en Sídney 2000, en la prueba de 4 × 100 m estilos.

## Palmarés internacional
| Campeonato Mundial en Piscina Corta | Campeonato Mundial en Piscina Corta | Campeonato Mundial en Piscina Corta | Campeonato Mundial en Piscina Corta |
| Año                                 | Lugar                               | Medalla                             | Prueba                              |
| ----------------------------------- | ----------------------------------- | ----------------------------------- | ----------------------------------- |
| 1995                                | Río de Janeiro (Brasil)             | Medalla de plata                    | 200 m espalda                       |